# Fase esecutiva

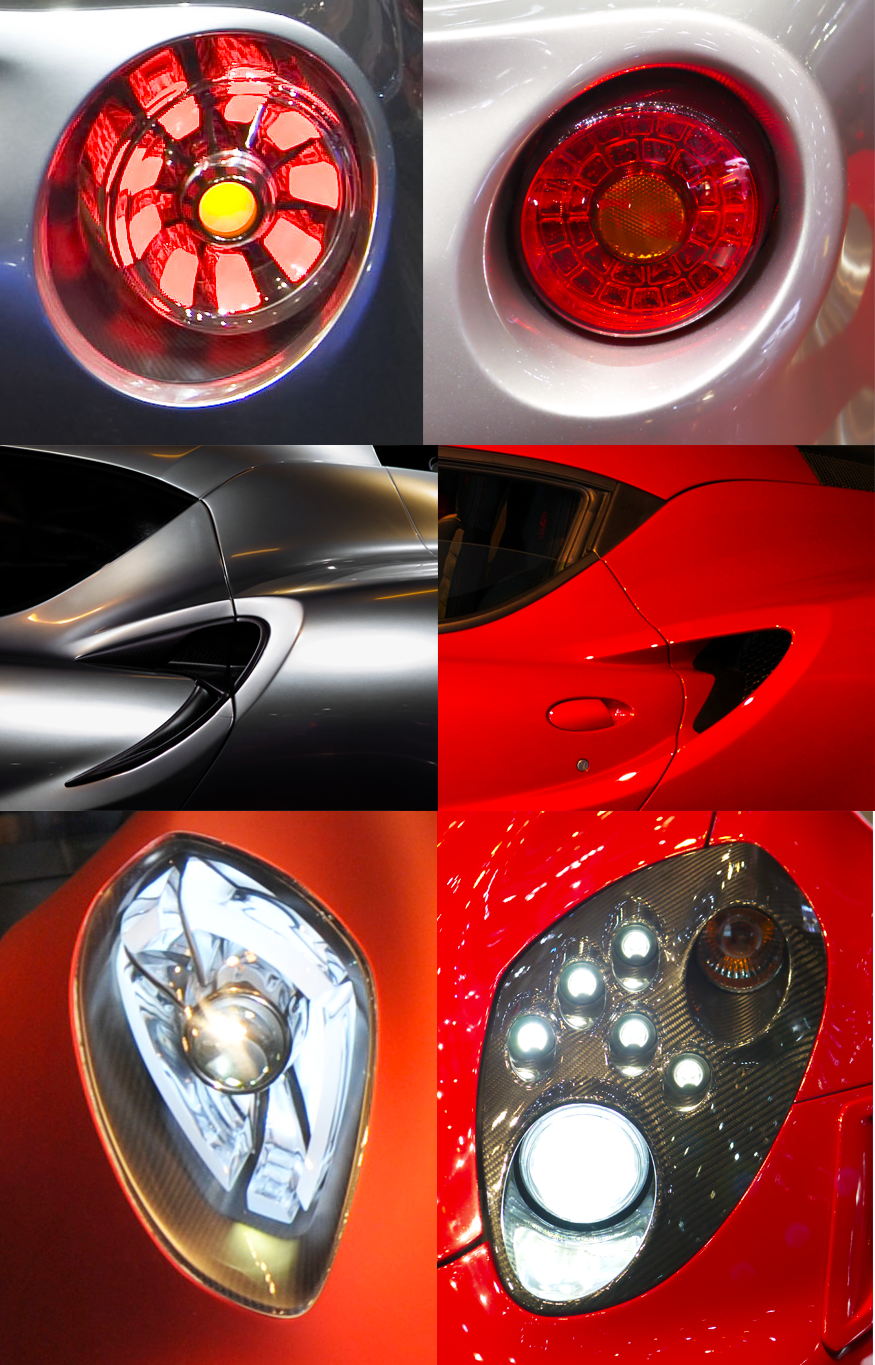
Differenze progettuali fra l'Alfa Romeo 4C Concept (a sinistra) e il modello definitivo (a destra).

Per fase esecutiva si intende il momento in cui si procede alla realizzazione pratica di un'idea, un'azione, una decisione, un progetto o una risoluzione.

## Accezioni
In progettazione o in ingegneria si intende quella procedura, seguente la fase metaprogettuale, che porta a livello definitivo un progetto di massima (concept). Il processo porta alla realizzazione di uno o più prototipi i quali, attraverso vari affinamenti estetici e progettuali, porta al raggiungimento del manufatto definitivo e pronto alla messa in produzione..
Nell'industria edile e delle costruzioni indica il passaggio alla fase realizzativa e immediatamente finale del costrutto  senza la creazione di un modello di prova.
Nel diritto indica il momento attuativo di una sentenza, di un atto o di un'ingiunzione, ad esempio la fase esecutiva di una condanna, di uno sfratto o di un'ingiunzione fiscale, di un sequestro o una confisca o del recupero di un bene o somma.